# Peter Konyegwachie
Peter Konyegwachie (Lagos, 26 novembre 1965) è un ex pugile nigeriano.

## Palmarès
- Giochi olimpici

Los Angeles 1984: argento nei pesi piuma.
- Giochi del Commonwealth

Brisbane 1982: oro nei pesi piuma.